# Lògica modal
La lògica modal és un sistema formal que intenta capturar el comportament deductiu d'algun grup d'operadors modals. Els operadors modals són expressions que qualifiquen la veritat dels judicis. Per exemple, en l'oració "és necessari que 2+2 = 4", l'expressió "és necessari que" és un operador modal que qualifica de necessària la veritat del judici "2+2 = 4 ".
En un sentit més restringit, però, es diu lògica modal al sistema formal que s'ocupa de les expressions "és necessari que" i "és possible que". Aquest article tracta exclusivament sobre aquest sistema formal. Altres sistemes de lògica modal coneguts són la lògica deòntica, la lògica temporal, la lògica epistèmica i la lògica doxàstica.

## Sistema formal

### Vocabulari
La lògica modal només afegeix dos símbols al vocabulari de la lògica proposicional: el símbol {\displaystyle \Box }, que representa l'expressió del llenguatge natural "cal que", i el símbol {\displaystyle \Diamond }, que representa l'expressió "és possible que". Tots dos símbols es prefixen a proposicions, de manera que {\displaystyle \Box p} es llegeix "és necessari que  p ", i {\displaystyle \Diamond p} es llegeix "és possible que  p  ". A més, en la lògica modal clàssica, tots dos símbols són interdefinibles per mitjà de l'altre i de la negació, així:
{\displaystyle \Diamond p=\neg \Box \neg p}
{\displaystyle \Box p=\neg \Diamond \neg p}
Això implica que en principi, només cal prendre un dels dos símbols com primitiu, ja que l'altre pot ser definit a partir d'aquest i del vocabulari de la lògica proposicional. En general, el símbol que es pren com primitiu és el de necessitat. Aquestes interdefiniciones són paral·leles a les dels quantificadors en la lògica de primer ordre:
{\displaystyle \exists x\ \phi (x)=\neg \forall x\ \neg \phi (x)}
{\displaystyle \forall x\ \phi (x)=\neg \exists x\ \neg \phi (x)}
Les raons d'aquest paral·lelisme resultaran més clares en la secció de semàntica de mons possibles.

### Gramàtica
La gramàtica ens indica quines seqüències de signes del vocabulari estan ben construïdes. Aquestes seqüències s'anomenen fórmules ben formades. La gramàtica de la lògica modal és igual a la de la lògica proposicional, excepte que afegeix una regla per als operadors modals, la qual ja va ser indicada informalment en la secció anterior:
- Si {\displaystyle \phi \,} és una fórmula ben formada, llavors {\displaystyle \Box \phi } també ho és.

Alguns exemples de fórmules ben formades del llenguatge seran, per tant:
{\displaystyle \Diamond (p\to \Box q)}
{\displaystyle \neg (\Diamond p\land \neg p)}
{\displaystyle \Box (p\lor \neg p)}

### Regles d'inferència
La regla d'inferència més pròpia de la lògica modal es diu N (o regla de  Necesitación ), i diu que si una fórmula {\displaystyle \phi \,} és un teorema, llavors "cal que {\displaystyle \phi \,}" també és un teorema. En altres termes:
{\displaystyle {\frac {\vdash \phi }{\vdash \Box \phi }}}
A aquesta regla cal sumar-li, per descomptat, el modus ponens heretat de la lògica proposicional.

### Axiomes
Quins han de ser els axiomes de la lògica modal és una qüestió molt debatuda. Diferents conjunts d'axiomes permeten demostrar diferents teoremes i, per tant, els axiomes que es trien moltes vegades depenen dels teoremes que es volen demostrar, i de la posició filosòfica que es defensa.
La següent és una llista d'alguns dels axiomes més coneguts:
| Nom     | Axioma                                                              | Lectura informal |
| ------- | ------------------------------------------------------------------- | --- |
| K       | {\displaystyle \Box (\phi \to \psi )\to (\Box \phi \to \Box \psi )} | Si cal que {\displaystyle \phi \,} implica {\displaystyle \psi \,}, llavors si {\displaystyle \phi \,} és necessari, {\displaystyle \psi \,} també ho és. |
| T (o M) | {\displaystyle \Box \phi \to \phi }                                 | Si cal que {\displaystyle \phi \,}, llavors {\displaystyle \phi \,} és el cas.                                                                            |
| 4       | {\displaystyle \Box \phi \to \Box \Box \phi }                       | Si cal que {\displaystyle \phi \,}, aleshores cal que {\displaystyle \phi \,} sigui necessari.                                                            |
| 5       | {\displaystyle \Diamond \phi \to \Box \Diamond \phi }               | Si és possible que {\displaystyle \phi \,}, aleshores cal que {\displaystyle \phi \,} sigui possible.                                                     |
| B       | {\displaystyle \Phi \to \Box \Diamond \phi }                        | Si {\displaystyle \phi \,} és el cas, llavors cal que {\displaystyle \phi \,} sigui possible.                                                             |

Diferents combinacions d'axiomes donen lloc a diferents sistemes de lògica modal. El sistema  K  (anomenat així en honor de Saul Kripke) és el que menys axiomes utilitza: a part dels axiomes de la lògica proposicional, el sistema K se serveix només de l'axioma K (no confondre l'axioma amb el sistema). Per aquesta mateixa raó, però, el sistema K també és el més feble dels sistemes, és a dir, el que menys teoremes pot demostrar. Sistemes més forts es construeixen afegint axiomes a K. A continuació hi ha una taula amb els noms dels sistemes més coneguts i els seus axiomes:
| Sistema | Axiomes |
| ------- | ------- |
| K       | K       |
| T       | K, T    |
| S4      | K, T, 4 |
| S5      | K, T, 5 |
| B       | K, T, B |

### Semàntica
Una interpretació per a un llenguatge modal és un conjunt ordenat de tres elements: < W ,  R ,  V >
- W és un conjunt els elements generalment són anomenats  mons possibles . Què és exactament un món possible és matèria de debat. Una de les postures diu que un món possible és un conjunt màximament consistent de proposicions. És a dir, un conjunt de proposicions al qual si es agregués una proposició qualsevol més, es tornaria inconsistent. Aquesta definició intenta capturar la idea d'una descripció  completa  del món (d' un  món).

- N és una relació entre mons possibles anomenada  relació d'accessibilitat . La funció de la relació d'accessibilitat és ajudar a expressar una necessitat o possibilitat relativa. En principi, no tot el que és possible en un món és possible en un altre món. Suposem tres situacions o mons possibles:  w  0,  w  1 i  w  2. Suposem a més que  w  0 és la situació actual, en què el senyor Fernández es va tirar sense paracaigudes d'un avió volant a milers de metres, per tal de suïcidar-se. De convenir que en aquesta situació, el senyor Fernández va a morir necessàriament (per necessitat física). D'altra banda,  w  1 és una situació anterior a  w  0 a la que el senyor Fernández està decidint si tirar-se o no de l'avió, i  w  2 és una situació posterior a  w  1 on el senyor Fernández va decidir no tirar-se de l'avió. Hi ha un sentit del terme "possible" en què l'enunciat "és possible que el senyor Fernández no mori" és veritable en  w  1 però no en  w  0. De manera que  w  2 és un món possible relatiu a  w  1, però no relatiu a  w  0. Expressem aquesta possibilitat relativa dient que  w  1 té accés a  w  2, però que  w  0 no té accés a  w  2.

- N és una funció que assigna valors de veritat a proposicions dins de cada món possible. És a dir, la funció  V  assigna a cada proposició  p  un valor de veritat, però aquest valor de veritat pot variar depenent del món possible on s'estigui avaluant la seva veritat. Estrictament parlant, per tant, la funció  V  és una funció que pren parells ordenats com a arguments, i retorna valors de veritat. Aquests parells contenen, per una banda, la proposició a ser avaluada, i per l'altre, el món possible on serà avaluada.

Als dos primers elements de la interpretació se'ls diu l' marc  de la interpretació, i quan se'ls suma el tercer es té un  model  per al sistema. Els mons possibles no juguen cap paper substancial en la definició dels operadors lògics no-modals, llevat que les condicions de veritat es defineixen relativament a mons possibles. Per exemple:
- {\displaystyle V(w,\neg \phi )=1} si i només si {\displaystyle V(w,\phi )=0\,}

- {\displaystyle V(w,\phi \land \psi )=1} si i només si {\displaystyle V(w,\phi )=1\,} i {\displaystyle V(w,\psi )=1\,}

Però els mons possibles tenen un paper clau en la definició de les condicions de veritat dels operadors modals:
- {\displaystyle V(w,\Box \phi )=1} si i només si per a tot món possible  w *  tal que  wRw *  ( w  té accés a  w * ) es compleix que {\displaystyle V(w^{*},\phi )=1\,}

- {\displaystyle V(w,\Diamond \phi )=1} si i només si en almenys un món possible  w *  tal que  wRw *  es compleix que {\displaystyle V(w^{*},\phi )=1\,}

Una observació: Si des d'un món possible  w  no es pot accedir a cap altre món possible, llavors totes les fórmules de la manera {\displaystyle \Box \phi } seran vertaderes en  w , mentre que totes les de la forma {\displaystyle \Diamond \phi } seran falses. Les condicions de veritat de {\displaystyle \Box \phi } no requereixen l'existència d'un món possible que sigui accessible, ja que "tot món possible  w *  tal que  wRw *  i {\displaystyle V(w,\phi )=0\,} "és equivalent a" no hi ha cap món possible tal que  wRw *  i {\displaystyle V(w,\neg \phi )=0} ". És a dir, tot el que cal perquè {\displaystyle \Box \phi } sigui veritable en  w  és que no hi hagi cap món accessible Des de  w  on {\displaystyle \phi \,} sigui fals. D'altra banda les condicions de veritat de {\displaystyle \Diamond \phi } requereixen l'existència d'un món possible. Perquè {\displaystyle \Diamond \phi } sigui veritable en  w , ha d'haver almenys un món accessible Des de  w  en què {\displaystyle \phi \,} sigui veritable. Si des de  w  no s'accedeix a cap món possible, llavors {\displaystyle \Diamond \phi } és fals en  w .

## Conseqüència lògica i deducció
Dins dels llenguatges lògics podem distingir dos tipus de relacions de conseqüència entre premisses i conclusió: la conseqüència lògica i la deduïbilitat. La relació de conseqüència lògica és una relació  semàntica  en el sentit que és una relació entre les premisses sota una interpretació i la conclusió amb la mateixa interpretació. La relació de deduïbilitat és una relació  sintàctica  perquè queda caracteritzada per un conjunt de regles (un sistema deductiu) que atenen només a la forma de les premisses i conclusió. S'entén habitualment que la relació de conseqüència lògica és  més bàsica  (tot i que això està subjecte a cert debat) i que l'objectiu d'un sistema deductiu és caracteritzar en termes purament sintàctics la relació de conseqüència lògica. Un sistema deductiu caracteritza d'una manera satisfactòria la conseqüència lògica quan ens permet deduir només conseqüències lògiques (es diu que el sistema és consistent o correcte, en anglès  sound ) i totes les conseqüències lògiques (es diu que és complet, en anglès  complete ).
En lògica clàssica hi ha una sola relació de conseqüència lògica i diferents sistemes deductius per caracteritzar (sistemes axiomàtics,  tableaux , deducció natural, sistemes de Gentz, entre d'altres). Això no és així en lògica modal. En lògica modal hi ha diferents sistemes modals que caracteritzen diferents relacions de conseqüència lògica. En aquest sentit més que de  lògica modal  hauria de parlar-se de  lògiques modals . En primer lloc introduirem una definició general de conseqüència lògica. En segon lloc es tractarà el sistema modal bàsic anomenat K. Després indicarem com modificar els sistemes modals i quins són els seus corresponents relacions de conseqüència lògica.

### Conseqüència lògica
La conseqüència lògica està lligada a la noció de veritat, que un argument és vàlid vol dir que preserva necessàriament la veritat. En lògica modal la veritat és relativa a mons possibles (una fórmula és vertadera en una interpretació en un món possible) de manera que la conseqüència lògica també serà relativa a mons possibles: un argument serà vàlid just quan, si les seves premisses són totes vertaderes en un món possible, la seva conclusió és vertadera en aquest món possible.
D'altra banda, sol entendre la necessària preservació de veritat com a preservació de veritat en tota interpretació. Per tant, un argument és vàlid en el nostre llenguatge modal quan preserva la veritat en tots els mons possibles en tota interpretació:
{\displaystyle \Gamma \models \phi } si i només si per a tota interpretació < W ,  R ,  V > i tot món possible  w  a  W , si {\displaystyle V(w,\psi )=1\,} per a tot {\displaystyle \psi \,} a {\displaystyle \Gamma \,}, llavors {\displaystyle V(w,\phi )=1\,}

### Deducció
Un sistema deductiu és un conjunt de regles que ens permet establir afirmacions de conseqüència entre un conjunt d'oracions i una pregària atenent només a la seva forma. Quan {\displaystyle \phi \,} és una conseqüència deductiva de {\displaystyle \Gamma \,} en un sistema deductiu S se sol escriure "{\displaystyle \Gamma \vdash \phi } a S ". El tipus de sistemes deductius tradicionals en lògica modal són els sistemes axiomàtics. Un sistema axiomàtic és un conjunt d'enunciats del llenguatge (o  formes d'enunciats  si contenen metavariables) i un conjunt de regles d'inferència. Una conseqüència deductiva d'un sistema axiomàtic és, o bé un axioma, o bé un enunciat que es pot obtenir a partir dels axiomes i les regles d'inferència. El sistema axiomàtic bàsic per a la lògica modal és el sistema K, descrit més amunt. La relació de deduïbilitat en K (és a dir, tot allò que és deduïble en K), queda per tant definida per les seves axiomes i les seves regles d'inferència.
Com comentem a l'inici d'aquesta secció, la deduïbilitat en els diferents sistemes modals caracteritza diverses relacions de conseqüència lògica. El sistema modal K és considerat bàsic perquè la deducció en K caracteritza (és consistent i complet pel que fa a) la conseqüència lògica en  totes les interpretacions (normals) . Per tant:
{\displaystyle \Gamma \vdash \phi } en K si i només si {\displaystyle \Gamma \models \phi } per a tota interpretació < W ,  R ,  V >.

### Restriccions en la relació d'accessibilitat
Recordem que alguns dels sistemes modals s'obtenen fàcilment afegint axiomes a la llista d'axiomes del sistema K. Per exemple, el sistema T s'obté afegint a K l'axioma:
( T ) {\displaystyle \Box \phi \to \phi }
A cada un dels sistemes, la relació de conseqüència lògica que caracteritza la deduïbilitat en el sistema és diferent. Per exemple, en el sistema T, la relació de conseqüència lògica (respecte a la qual T és consistent i complet) és la conseqüència lògica en totes les interpretacions en les que la relació d'accessibilitat és reflexiva. És a dir, la classe de totes les interpretacions < W ,  R ,  V > en les quals  N  és reflexiva (tot món  w  a  W  és accessible des de si mateix:  wRw ). Per tant, l'addició de l'axioma T a K dona lloc a un sistema que és complet i consistent respecte a totes les interpretacions en què  N  és reflexiva:
{\displaystyle \Gamma \vdash \phi } a T si i només si {\displaystyle \Gamma \models \phi } per a tota interpretació < W ,  R ,  V > en la qual  N  és reflexiva.
Altres sistemes modals s'obtenen a través de l'addició d'axiomes i les seves respectives conseqüències lògiques a través de l'addició de restriccions sobre  N . Alguns dels axiomes més coneguts amb les seves respectives restriccions sobre  N  són:
| Nom     | Axioma                                                | N és ...   | Restricció en R                                                      |
| ------- | ----------------------------------------------------- | ---------- | -------------------------------------------------------------------- |
| T (o M) | {\displaystyle \Box \phi \to \phi }                   | Reflexiva  | Per a tot w a W , wRw .                                              |
| 4       | {\displaystyle \Box \phi \to \Box \Box \phi }         | transitiva | Per a tot w , w * i w ** a W , si wRw * i w * Rw ** llavors wRw ** . |
| 5       | {\displaystyle \Diamond \phi \to \Box \Diamond \phi } | Euclidiana | Per a tot w , w * i w ** a W , si wRw * i wRw ** llavors w * Rw ** . |
| B       | {\displaystyle \Phi \to \Box \Diamond \phi }          | Simètrica  | Per a tot w i w * a W si wRw * llavors w * Rw .                      |

Atenent als axiomes podem veure quina és la relació de conseqüència que caracteritzen. Per exemple, el sistema S4, que inclou els axiomes T i B, és consistent i complet pel que fa a les interpretacions en què  N  és reflexiva i transitiva. El sistema S5 respecte a les interpretacions en què  N  és reflexiva i euclidiana.
El mètode axiomàtic té diversos avantatges. Per exemple, es pot veure fàcilment quina és la relació entre sistemes modals. Es diu que un sistema modal B és una  extensió  d'un altre sistema modal A, quan totes les deduccions que es poden realitzar en A es poden realitzar en B. Es diu que B és una  extensió pròpia  de A quan B és una extensió de A i A no és una extensió de B (és a dir, hi ha deduccions en B que no hi ha a A). El mètode axiomàtic té l'avantatge de mostrar d'una manera clara algunes relacions entre sistemes modals. Per exemple, és evident que com el sistema T s'obté afegint un axioma a K, T és una extensió de K. Per veure que T és una extensió pròpia de K, només hem de comprovar que l'axioma T no és deduïble en K.
Hi ha altres mètodes a aquest propòsit com els  tableaux  o taules analítiques. El mètode axiomàtic té el desavantatge que és difícil per al no-iniciat establir afirmacions de deducció mentre que les taules analítiques aporten un procediment algorítmic amb el qual resulta molt senzill construir les proves. D'altra banda, les proves de completesa i consistència amb les taules analítiques són extremadament senzilles en comparació amb les proves que utilitzen sistemes axiomàtics. El llibre de Graham Priest (2001) és una bona introducció a les lògiques modals (entre altres lògiques no clàssiques) que fa servir les taules analítiques.

### Mons no-normals
Alguns dels sistemes que Lewis va proposar per a la seva implicació estricta són més febles que el sistema modal K. Per obtenir una semàntica per a sistemes modals més febles que K es va introduir la noció de  món no-normal  (introduït per Saul Kripke el 1965). Un món no-normal és un món en què les condicions de veritat dels operadors modals són diferents: un enunciat del tipus {\displaystyle \Diamond \phi } és sempre veritable en un món no-normal, mentre que un enunciat de la manera {\displaystyle \Box \phi } és sempre fals. En els mons no-normals tot és possible i res no és necessari.
Una interpretació no-normal per a un llenguatge proposicional modal és una estructura < W ,  N ,  R ,  V > on  W ,  R  i  V  són com abans i  N  és un subconjunt de  W .  N  és el conjunt de mons  normals  en la interpretació, la resta (si n'hi ha) són els mons  no-normals . Les condicions de veritat dels operadors lògics són igual que abans, només varien les condicions dels operadors modals en mons no-normals. Si  w  és no-normal:
- {\displaystyle V(w,\Diamond \phi )=1}

- {\displaystyle V(w,\Box \phi )=0}

A partir d'interpretacions no-normals podem obtenir semàntiques per a sistemes modals més febles que K. Podem definir, per exemple, la relació de conseqüència lògica com a preservació de veritat sobre  mons normals :
Definició: {\displaystyle \Gamma \models \phi } si i només per a tota interpretació < W ,  N ,  R ,  V > i tot món possible  w  a  N , si {\displaystyle V(w,\psi )=1\,} per a tot {\displaystyle \psi \,} a {\displaystyle \Gamma \,}, llavors {\displaystyle V(w,\phi )=1\,}.
La lògica que obtenim si permetem que  N  sigui una relació binària qualsevol en  W  és més feble que K. Truquem a aquesta lògica N. El fet més singular de les interpretacions no-normals és que la regla de  Necesitación , que era correcta K i totes les seves extensions, deixa de ser correcta. Les fórmules lògicament vàlides de la lògica clàssica, per exemple {\displaystyle p\lor \neg p}, són veritables en tot món possible (normal o no). Per tant, tenim que en N, {\displaystyle \models p\lor \neg p}. Més encara, atès que la conseqüència lògica es defineix sobre mons normals, hem de {\displaystyle \models \Box (p\lor \neg p)} ja que {\displaystyle p\lor \neg p} serà veritable a tot món accessible des d'un món normal. No obstant això, {\displaystyle \Box \Box (p\lor \neg p)} no és veritable en tot món normal, ja que aquest pot accedir a un món no-normal, on {\displaystyle \Box (p\lor \neg p)} és falsa.

## Història
La lògica modal és tan antiga com el Organon d'Aristòtil i va tenir gran desenvolupament durant l'edat mitjana. La lògica modal contemporània, però, sorgeix a principis del segle XX com una reacció a la lògica clàssica que va madurar en les obres d'autors com Gottlob Frege, Bertrand Russell i Alfred North Whitehead. Els patrons de raonament vàlids, aquells que indiquen una relació de conseqüència lògica entre un conjunt d'enunciats-les premisses-i un altre enunciat-la conclusió-en un argument, estan en part determinats per quines siguin les constants lògiques. A la lògica clàssica els patrons de raonament són vàlids:
1. {\displaystyle q\models p\to q}
2. {\displaystyle \neg p\models p\to q}
3. {\displaystyle (p\to q)\land (r\to s)\models (p\to s)\lor (r\to q)}
4. {\displaystyle (p\land q)\to r\models (p\to r)\lor (q\to r)}
5. {\displaystyle \neg (p\to q)\models p}

Aquests patrons de raonament es coneixen com les paradoxes de la implicació material, perquè són arguments vàlids que no obstant això semblen poc naturals o fins i tot absurds. Per exemple, els següents arguments serien vàlids:
- Si avui és dilluns llavors demà és dimarts i si avui és dimecres llavors demà és dijous. Per tant, o bé, si avui és dilluns llavors demà és dijous, o bé, si avui és dimecres llavors demà és dimarts.
- No és el cas que si Déu existeix llavors castigarà als bons. Per tant, Déu existeix.

Del segon un no diria que té premisses vertaderes i conclusió falsa, però com a mínim sembla estrany que puguem provar l'existència de Déu d'una manera tan senzill a partir d'una premissa tan plausible (no sembla que hi hagi una relació de conseqüència lògica entre la premissa i la conclusió !).
El 1912 C. I. Lewis publica Conditionals and the Algebra of Logic, just després dels Principia Mathematica de Russell i Whitehead. El 1918 publica A Survey of Symbolic Logic on proposa un nou condicional més adequat per recollir el significat de l'expressió "si ... llavors" del llenguatge natural. Lewis en diu implicació estricta. El nou condicional requereix, per ser veritable, una relació més forta entre l'antecedent i el conseqüent que el condicional clàssic. Lewis defineix el seu condicional estricte en termes del condicional clàssic més la noció de necessitat:
" p  implica estrictament  q " si i només si {\displaystyle \Box (p\to q)}
De 1918-1932 Lewis prepara la segona edició del Survey. Durant aquest període sorgeixen multitud de treballs sobre el tema. Becker desvia l'atenció de l'anàlisi de les connectives tipus "condicional estricte" a les mateixes nocions modals: són aquestes les que requereixen clarificació.
Hi ha almenys tres factors que van fer que la lògica modal tingués "mala premsa" a la primera meitat del segle xx. En primer lloc, la interpretació clàssica de la conseqüència lògica eliminava les nocions modals en favor d'una visió formalista. En segon lloc, a diferència del cas de la lògica clàssica (que va ser axiomatitzada d'una manera completa per Frege), les nocions modals van donar lloc a diferents sistemes axiomàtics. En tercer lloc, la lògica modal es va desenvolupar sense una anàlisi semàntica. A això se sumen les crítiques de Quine que comencen en els anys trenta.
El treball de Saul Kripke en els anys seixanta (1963: Semantical Analysis of Modal Logic, I: Normal propositional calculi; 1965: Semantical Analysis of Modal Logic, II: Non-Normal Modal propositional calculi; 1965: Semantical Analysis of Intuitionistic Logic I ) va ser decisiu per al desenvolupament de l'estudi de la lògica modal. Kripke va aportar l'eina bàsica per a l'anàlisi semàntica de la lògica modal: la semàntica de mons possibles. La semàntica de mons possibles és una eina per l'anàlisi d'una col·lecció important d'expressions: modals, temporals, doxàstics, epistèmiques, deòntica, entre d'altres. A més, la semàntica modal permet interpretar una gran varietat de lògiques no-clàssiques com l'intuïcionisme.